# إد موريس
إد موريس (بالإنجليزية: Ed Morris) هو لاعب كرة قاعدة أمريكي، ولد في 7 ديسمبر 1899 في Foshee, Alabama ‏ في الولايات المتحدة، وتوفي في 3 مارس 1932 في سنشري في الولايات المتحدة.

## وصلات خارجية
- إد موريس على موقعبيزبول رفرنس.كوم (الدوري الرئيسي) (الإنجليزية)